# Championnat du Guatemala de football 1979
Navigation
Saison précédente Saison suivante
La Liga Nacional 1979 est la vingt-huitième édition de la première division guatémaltèque.
Lors de ce tournoi, le Aurora FC a tenté de conserver son titre de champion du Guatemala face aux onze meilleurs clubs guatémaltèques.
Chacun des douze clubs participant était confronté deux fois aux onze autres équipes. Puis les huit meilleurs et les quatre derniers se sont affrontés deux fois et quatre fois de plus lors de la seconde phase du championnat.
Seulement deux places étaient qualificatives pour la Coupe des champions de la CONCACAF et quatre pour la Coupe de la Fraternité.
Seulement une place était qualificative pour la Copa Interclubes UNCAF.

## Les 12 clubs participants
| \| Guatemala: Aurora FC CSD Comunicaciones CSD Municipal Tipografía Nacional Guatemala Deportivo Chiquimulilla Cobán Imperial 0Finanzas Industriales CSD Galcasa Juventud Retalteca Dep. Suchitepéquez Deportivo Tiquisate Xelaju MC \| Localisation des clubs engagés dans le championnat. |
| Guatemala: Aurora FC CSD Comunicaciones CSD Municipal Tipografía Nacional Guatemala Deportivo Chiquimulilla Cobán Imperial 0Finanzas Industriales CSD Galcasa Juventud Retalteca Dep. Suchitepéquez Deportivo Tiquisate Xelaju MC                                                           |

Ce tableau présente les douze équipes qualifiées pour disputer le championnat 1979. On y trouve le nom des clubs, le nom des stades dans lesquels ils évoluent ainsi que la capacité et la localisation de ces derniers.
| Club                    | Stade                            | Capacité          | Ville          |
| Aurora FC               | Stade de l'Ejército              | 13 300            | Guatemala City |
| Deportivo Chiquimulilla | Stade inconnu                    | Capacité inconnue | Chiquimulilla  |
| Cobán Imperial          | Stade Verapaz                    | 15 000            | Cobán          |
| CSD Comunicaciones      | Stade Mateo Flores               | 30 000            | Guatemala City |
| Finanzas Industriales   | Stade Municipal Amatitlan        | 12 000            | Amatitlán      |
| CSD Galcasa             | Stade inconnu                    | Capacité inconnue | Villa Nueva    |
| CSD Municipal           | Stade Mateo Flores               | 30 000            | Guatemala City |
| Juventud Retalteca      | Stade Óscar Monterroso Izaguirre | 8 000             | Retalhuleu     |
| Deportivo Suchitepéquez | Stade Carlos Salazar Hijo        | 12 000            | Mazatenango    |
| Tipografía Nacional     | Stade La Pedrera                 | Capacité inconnue | Guatemala City |
| Deportivo Tiquisate     | Stade Municipal de Tiquisate     | Capacité inconnue | Tiquisate      |
| Xelaju MC               | Stade Mario Camposeco            | 11 000            | Quetzaltenango |

## Compétition
La compétition se déroule en deux phases:
- Le phase régulière : vingt-deux journées de championnat.
- La seconde phase : quatorze et six journées de championnat entre les huit meilleures et les quatre moins bonnes équipes de la phase régulière.

### Phase régulière
Lors de la phase régulière les douze équipes affrontent à deux reprises les onze autres équipes selon un calendrier tiré aléatoirement.
Les huit meilleures équipes sont qualifiées pour le groupe des champions et les quatre moins bonnes pour le groupe de relégation.
Le classement est établi sur l'ancien barème de points (victoire à 2 points, match nul à 1, défaite à 0).
Le départage final se fait selon les critères suivants :
- Le nombre de points.
- La différence de buts générale.
- Le nombre de buts marqué.

#### Classement
| Rang | Équipe                  | Pts | J  | G  | N  | P  | Bp | Bc | Diff |
| ---- | ----------------------- | --- | -- | -- | -- | -- | -- | -- | ---- |
| 1    | CSD Comunicaciones      | 31  | 22 | 11 | 9  | 2  | 33 | 12 | +21  |
| 2    | Juventud Retalteca      | 31  | 22 | 13 | 5  | 4  | 36 | 16 | +20  |
| 3    | Cobán Imperial          | 28  | 22 | 10 | 8  | 4  | 38 | 22 | +16  |
| 4    | Aurora FC T             | 26  | 22 | 8  | 10 | 4  | 28 | 19 | +9   |
| 5    | CSD Municipal           | 24  | 22 | 6  | 12 | 4  | 30 | 25 | +5   |
| 6    | Xelaju MC P             | 24  | 22 | 7  | 10 | 5  | 27 | 29 | -2   |
| 7    | Tipografía Nacional     | 20  | 22 | 6  | 8  | 8  | 22 | 21 | +1   |
| 8    | Deportivo Suchitepéquez | 20  | 22 | 4  | 12 | 6  | 25 | 25 | 0    |
| 9    | CSD Galcasa             | 20  | 22 | 7  | 6  | 9  | 25 | 28 | -3   |
| 10   | Finanzas Industriales   | 15  | 22 | 3  | 9  | 10 | 16 | 25 | -9   |
| 11   | Deportivo Tiquisate     | 13  | 22 | 4  | 5  | 13 | 23 | 61 | -38  |
| 12   | Deportivo Chiquimulilla | 12  | 22 | 4  | 4  | 14 | 23 | 43 | -20  |

| Légende : Qualifications et relégations | Légende : Qualifications et relégations     |
| --------------------------------------- | ------------------------------------------- |
|                                         | Qualifié pour le groupe des champions       |
|                                         | Qualifié pour le groupe de relégation       |
|                                         | T Tenant du titre P Promu de la saison 1978 |

### Seconde phase
Lors de la seconde phase les huit équipes du groupe des champions et les quatre équipes du groupe de relégation affrontent à deux reprises les autres équipes de leur groupe selon un calendrier tiré aléatoirement.
Le premier du groupe des champions est sacré champion du Guatemala.
Le dernier du groupe de relégation est relégué en Primera División de Guatemala.
Le classement est établi sur l'ancien barème de points (victoire à 2 points, match nul à 1, défaite à 0).
Le départage final se fait selon les critères suivants :
- Le nombre de points.
- La différence de buts générale.
- Le nombre de buts marqué.

#### Classement
| Rang | Équipe                  | Pts | J  | G | N | P | Bp | Bc | Diff |
| ---- | ----------------------- | --- | -- | - | - | - | -- | -- | ---- |
| 1    | CSD Comunicaciones      | 19  | 14 | 6 | 7 | 1 | 20 | 11 | +9   |
| 2    | Cobán Imperial          | 19  | 14 | 7 | 5 | 2 | 23 | 11 | +12  |
| 3    | CSD Municipal           | 19  | 14 | 7 | 5 | 2 | 22 | 18 | +4   |
| 4    | Deportivo Suchitepéquez | 13  | 14 | 4 | 5 | 5 | 16 | 12 | +4   |
| 5    | Juventud Retalteca      | 13  | 14 | 4 | 5 | 5 | 12 | 14 | -2   |
| 6    | Aurora FC T             | 11  | 14 | 3 | 5 | 6 | 15 | 20 | -5   |
| 7    | Xelaju MC P             | 9   | 14 | 3 | 3 | 8 | 11 | 19 | -8   |
| 8    | Tipografía Nacional     | 9   | 14 | 3 | 3 | 8 | 13 | 26 | -13  |

| Rang | Équipe                  | Pts | J | G | N | P | Bp | Bc | Diff |
| ---- | ----------------------- | --- | - | - | - | - | -- | -- | ---- |
| 9    | CSD Galcasa             | 7   | 6 | 3 | 1 | 2 | 11 | 6  | +5   |
| 10   | Deportivo Chiquimulilla | 7   | 6 | 3 | 1 | 2 | 9  | 6  | +3   |
| 11   | Finanzas Industriales   | 5   | 6 | 2 | 1 | 3 | 4  | 7  | -3   |
| 12   | Deportivo Tiquisate     | 5   | 6 | 2 | 1 | 3 | 6  | 11 | -5   |

| Légende : Qualifications et relégations | Légende : Qualifications et relégations                                                                                 |
| --------------------------------------- | --- |
|                                         | Coupe des champions de la CONCACAF 1980 (1er Tour de qualification) Coupe de la Fraternité 1980 (ru) (Quarts de finale) |
|                                         | Coupe de la Fraternité 1980 (ru) (Quarts de finale)                                                                     |
|                                         | Relégué en Primera División de Guatemala                                                                                |
|                                         | T Tenant du titre P Promu de la saison 1978                                                                             |

## Bilan du tournoi
| Championnat du Guatemala de football 1979                |                         |
| Champion                                                 | CSD Comunicaciones      |
| Dauphin                                                  | Cobán Imperial          |
| Coupes et trophées                                       |                         |
| Vainqueur Copa de Guatemala                              | Juventud Retalteca      |
| Qualifications continentales                             |                         |
| Coupe des champions 1980 (Premier tour de qualification) | CSD Comunicaciones      |
| Coupe des champions 1980 (Premier tour de qualification) | Cobán Imperial          |
| Coupe de la fraternité 1980 (ru) (Quarts de finale)      | CSD Comunicaciones      |
| Coupe de la fraternité 1980 (ru) (Quarts de finale)      | Cobán Imperial          |
| Coupe de la fraternité 1980 (ru) (Quarts de finale)      | CSD Municipal           |
| Coupe de la fraternité 1980 (ru) (Quarts de finale)      | Deportivo Suchitepéquez |
| Promotions et relégations                                |                         |
| Promus en Liga Nacional de Guatemala                     | Antigua GFC             |
| Relégués en Primera División de Guatemala                | Deportivo Chiquimulilla |